# Čirůvka žíhaná
Čirůvka žíhaná (Tricholoma virgatum) je jedovatá houba, její klobouk je kuželovitý a zbarvený bílo hnědě až šedě. Vyskytuje se od nížin až po horský stupeň.

## Synonymum
Agaricus fumosus subsp. virgatus (Fr.) Pers. (1828)
Agaricus virgatus Fr. (1818)
Agaricus virgatus var. curtipes Cout. (1934)
Agaricus virgatus Fr. (1818) var. virgatus
Gyrophila virgata (Fr.) Quél. (1886)
Tricholoma virgatum f. roseipes Bon (1974)
Tricholoma virgatum (Fr.) P. Kumm. (1871) f. virgatum
Tricholoma virgatum var. fulvoumbonatum Seslı, Contu & Vizzini (2015)
Tricholoma virgatum var. vinaceum Ovrebo & Tylutki (1975)
Tricholoma virgatum (Fr.) P. Kumm. (1871) var. virgatum

### Objev
Poprvé byla vědecky popsána jako Agaricus virgatus Eliasem Friesem v roce 1818, později byla zařazena do rodu Tricholoma Paulem Kummerem v roce 1871.

## Vzhled

### Makroskopický

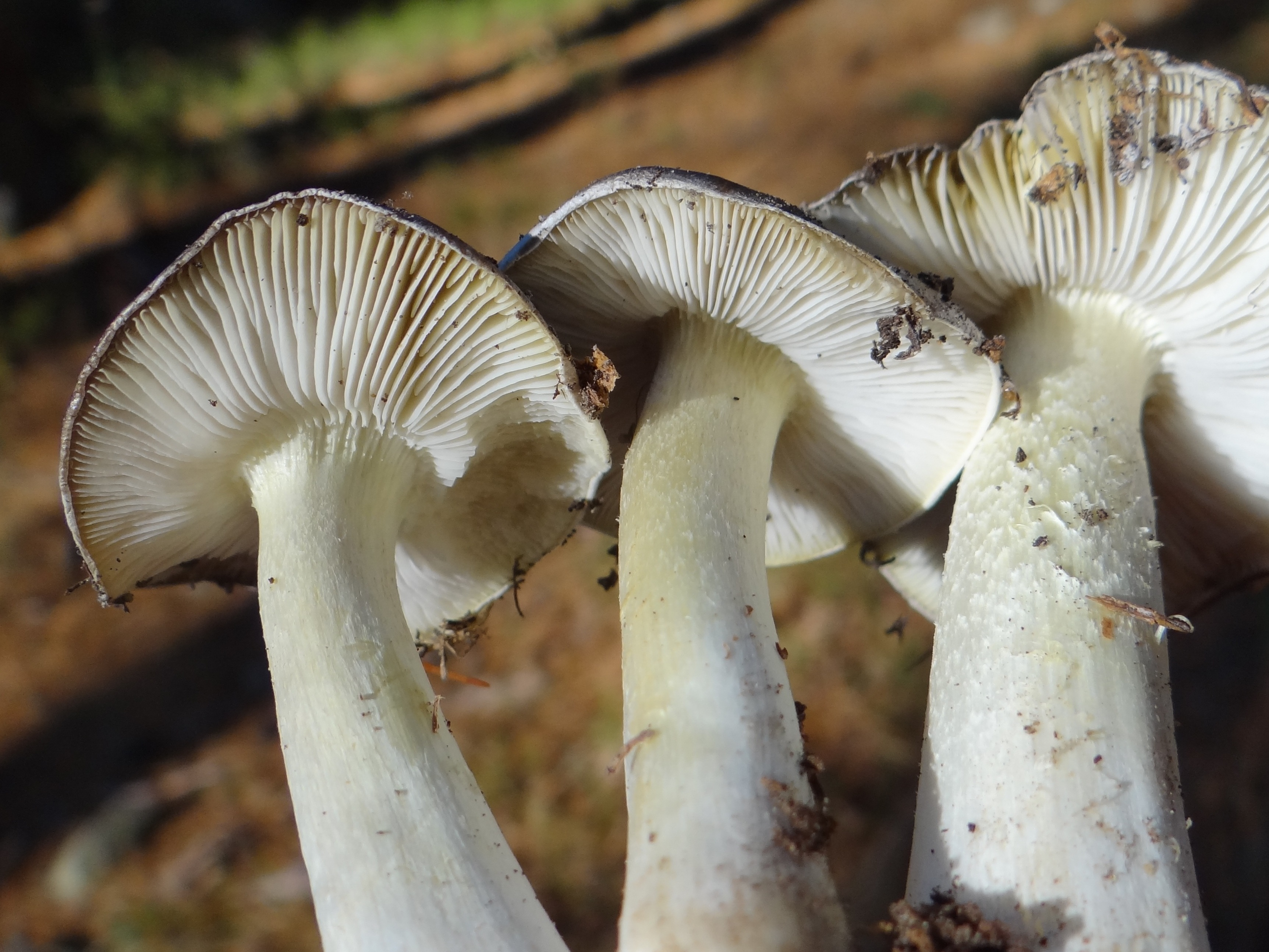
Lupeny

Klobouk: široký je 3–8 cm, vcelku malý. V počátečním věku má tvar kuželovitý až zvoncovitý, vypouklý až plochý, hladký, v dospělosti vláknitý. Barvu má stříbrně lesklou uprostřed klobouku, tmavě šedou na okraji světlejší šedou.
Lupeny: v počátečním stadiu má bílé, poté až našedlé, na ostří světlejší a zoubkaté, ve starším věku má i černé skvrny.
Třeň: válcovitý, jemný až jemně šupinatý v horní části, bílý až šedavý, někdy s nažloutlými nebo narůžovělými skvrnami.
Dužina: tenká křehoučký, šedobílá, s nevýrazným pachem a velmi nahořklou chutí.

### Mikroskopický
Výtrusy: 6,5–8,5 × 5–6 μm, široce elipsoidní, hladké, neamyloidní.

## Výskyt

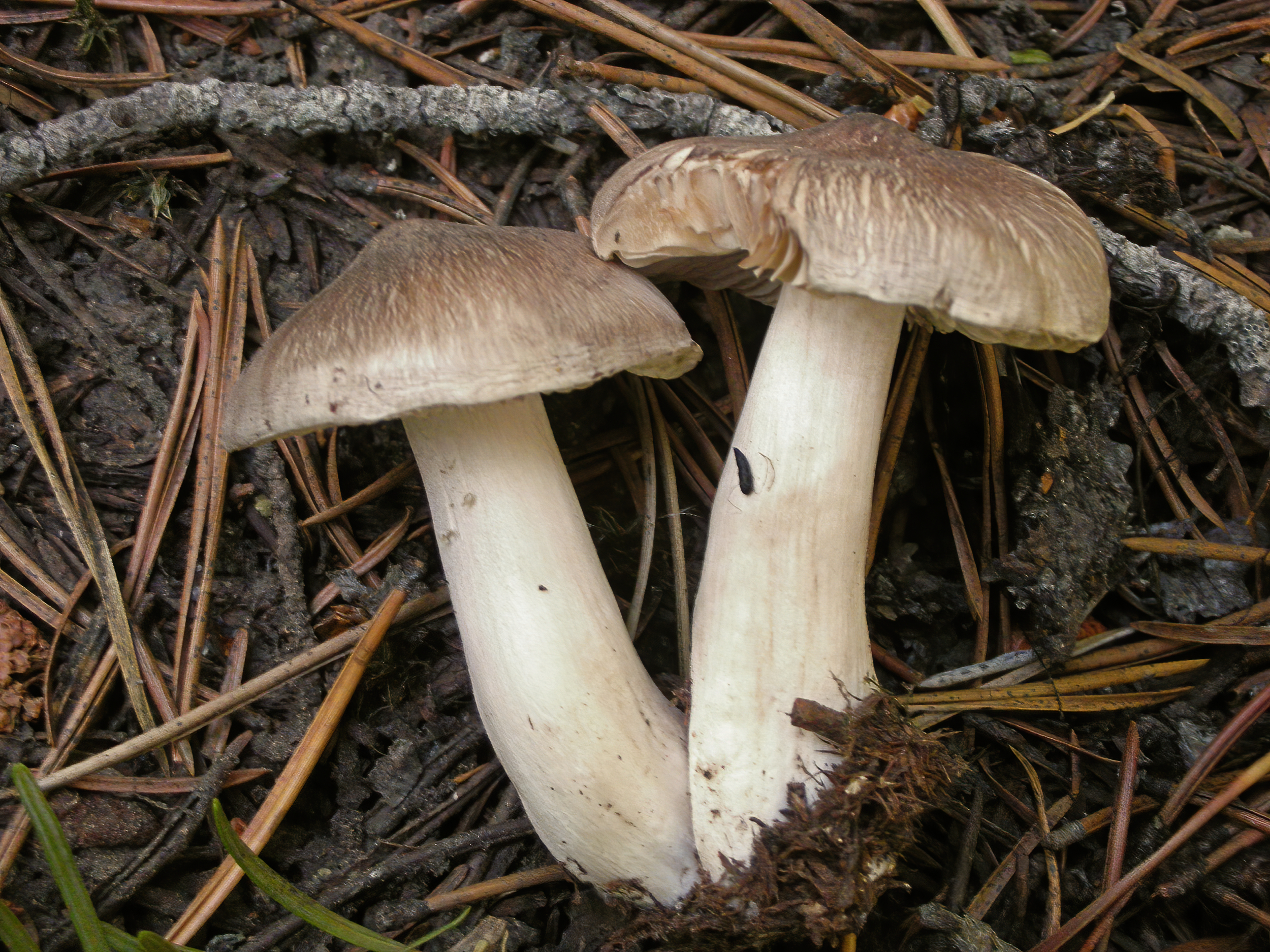
Třeň s kloboukem

Vyskytuje se v menších skupinkách nebo i kruzích ,často pod smrky, nejčastěji v monokulturách, upřednostňuje půdy s kyselou reakcí a horské smrčiny. Rozšířena je v mírných severních pásech polokoule na rovinách, pahorkatinách a nižších horských polohách. Roste od srpna do listopadu. 

## Možné záměny
- Čirůvka zemní: jedlá avšak méně chutná.[4]
- Čirůvka buková: nejedlá a mírně jedovatá. [4]
- Vláknice, závojenky.[1]

## Jedlost
Její chuť je nahořkle palčivá. Jedná se o nejedlou houbu.